# Эстеррейх, Василий Фёдорович
Васи́лий Фёдорович Эстерре́йх (Остеррейх) (нем. Wilhelm Gustav Oesterreich; 1831—1881) — русский архитектор немецкого происхождения, академик архитектуры Императорской Академии художеств.

## Биография
Родился в 1831 году — 31 мая или 2 июня. Учился в Петришуле. Ученик Императорской Академии художеств. Получил медали Академии художеств: малая серебряная медаль (1852) за «проект торгового дома для дамских туалетов». Звание неклассного художника с правом производить постройки (1855). Звание академика (1858) за «проект большой станции железной дороги при виадуке».
Служил архитектором Государственного банка
Умер 28 октября (9 ноября) 1881 года. Похоронен на Волковском лютеранском кладбище (вероятно, с отцом Фридрихом-Вильгельмом и матерью Доротеей-Елизаветой).

## Проекты и постройки
Среди основных работ в Петербурге: реконструкция полукруглого корпуса Государственного банка (1879–1880), казармы для нижних чинов Государственного банка (1879–1883), жилой дом для чиновников Государственного банка (1880–1882, завершён О. И. Тибо-Бриньолем).
- Доходный дом с флигелем (надстройка). 5-я линия ВО, 18 — Волжский пер., 11 (1861) [8]
- Фазанник — дача Молво (перестройка). Петергоф. Английский парк, 8 (1863) [9]
- Особняк Е. Е. Брандта (изменение фасада). Английская наб., 14 (1870)
- Реконструкция полукруглого корпуса Государственного банка. Канала Грибоедова наб., 30 (1879—1880)
- Казармы для нижних чинов Государственного банка (двор — левые корпуса). Канала Грибоедова наб., 30 — Садовая ул., 21 (1879—1883)
- Флигель. Волжский пер., 11 (1880)
- Жилой дом для чиновников Государственного банка. Грибоедова наб.к., 32 — Банковский пер., 2 (1880—1883) [10]